# Zibohlavy
Zibohlavy jsou část města Kolín v okrese Kolín. Nachází se asi 4,5 km jihozápadně od centra města. Vsí protéká Pekelský potok. Zibohlavy je také název katastrálního území o rozloze 3,08 km².

## Historie
První písemná zmínka o vesnici pochází z roku 1352.
Ve vsi Zibohlavy (tehdy samostatná ves s 277 obyvateli) byly v roce 1932 evidovány tyto živnosti a obchody: tři hostince, kolář, kovář, obuvník, čtyři rolníci, obchod se smíšeným zbožím, trafika a vápenka.
Původně šlo o samostatnou obec, která se roku 1961 stala součástí obce Radovesnice I a spolu s ní v roce 1988 částí Kolína. Ale zatímco Radovesnice I se v roce 1990 opět osamostatnila, Zibohlavy už zůstaly v Kolíně.

## Pamětihodnosti
- kostel svatého Martina
- pozdně barokní márnice z doby kolem roku 1770 (památkově chráněna spolu s kostelem sv. Martina)
- křížek z 19. století
- věžový vodojem z roku 1927

## Fotogalerie

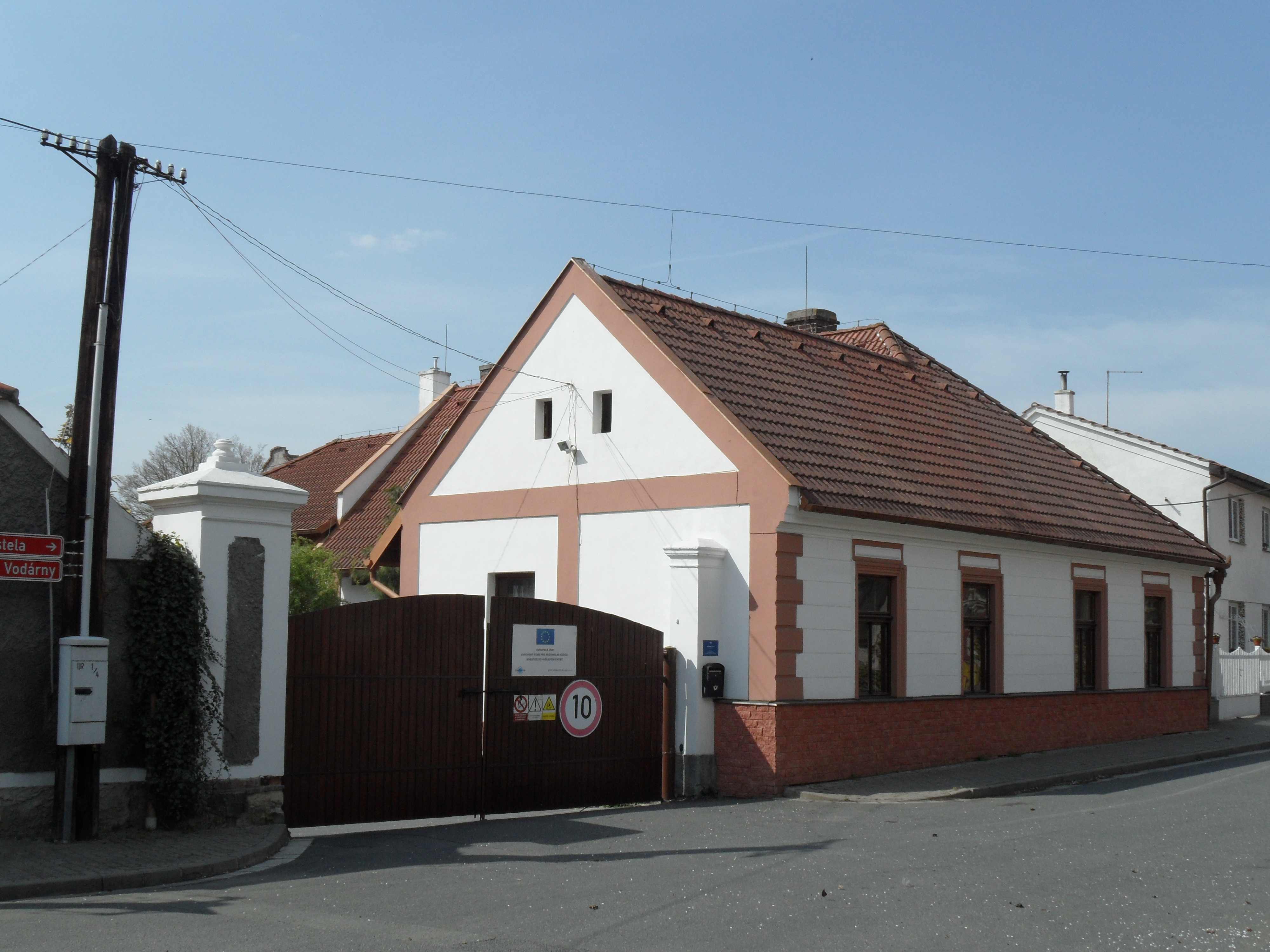
Domy v ulici U Kostela
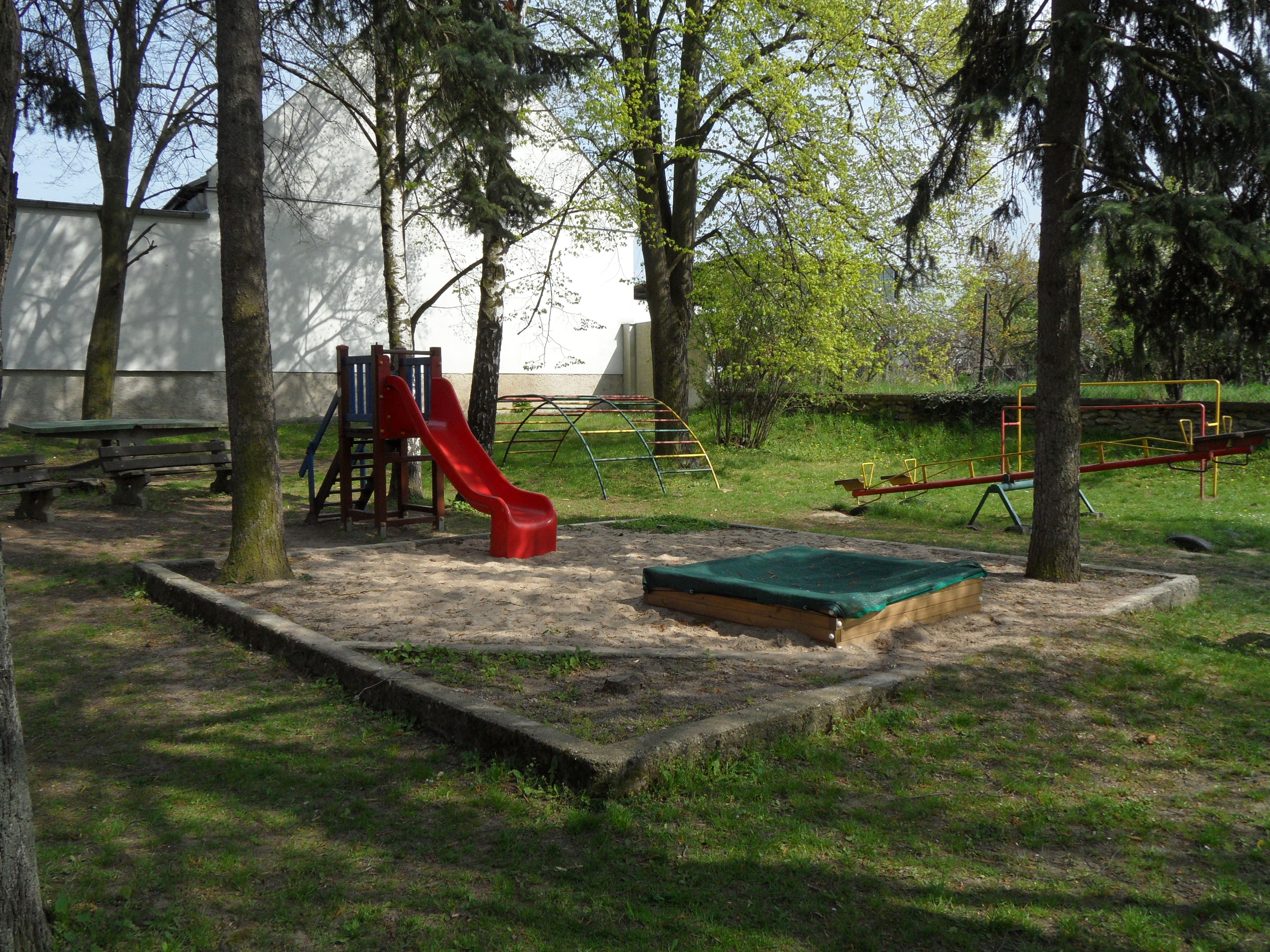
Dětské hřiště
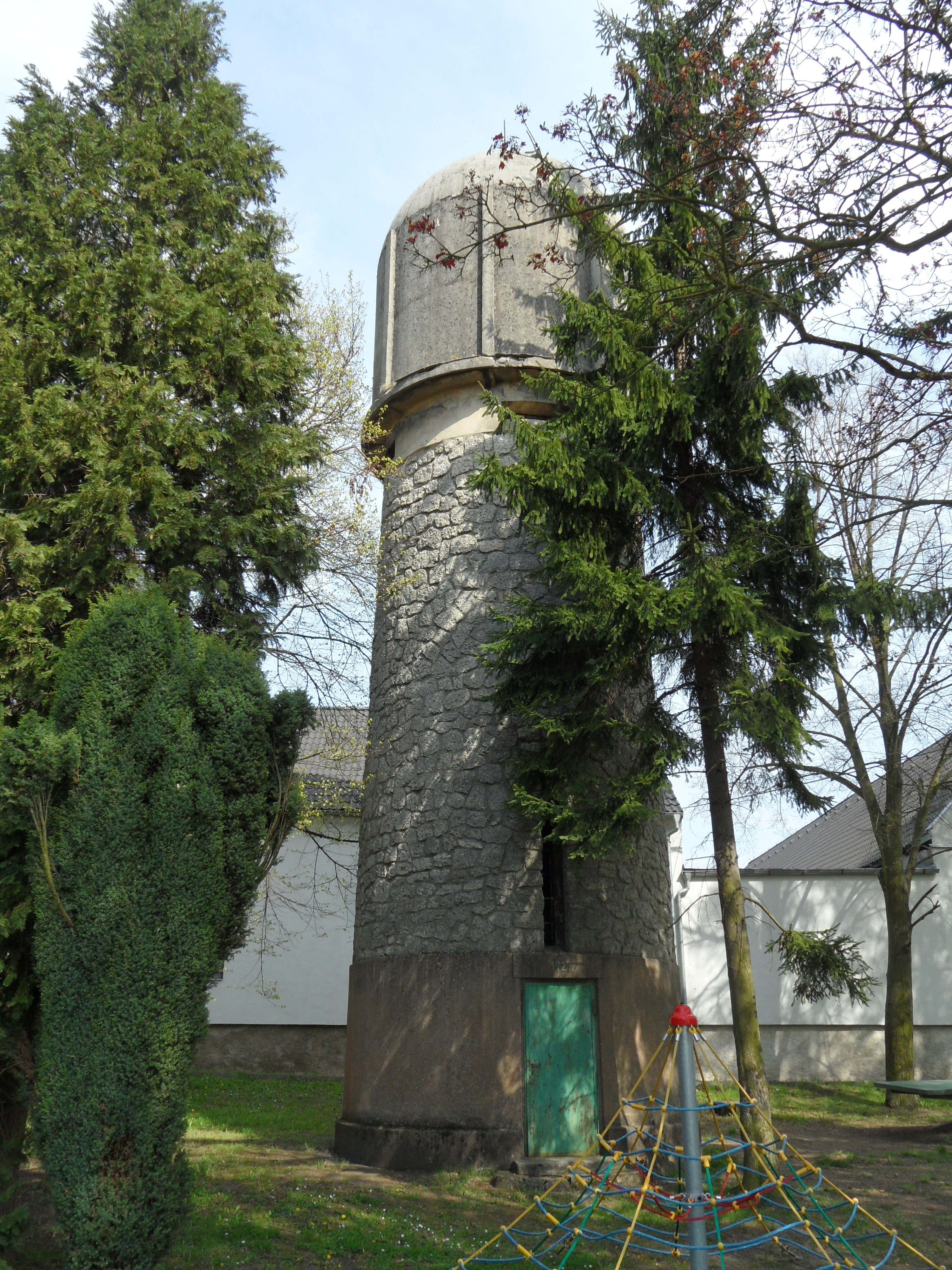
Vodojem
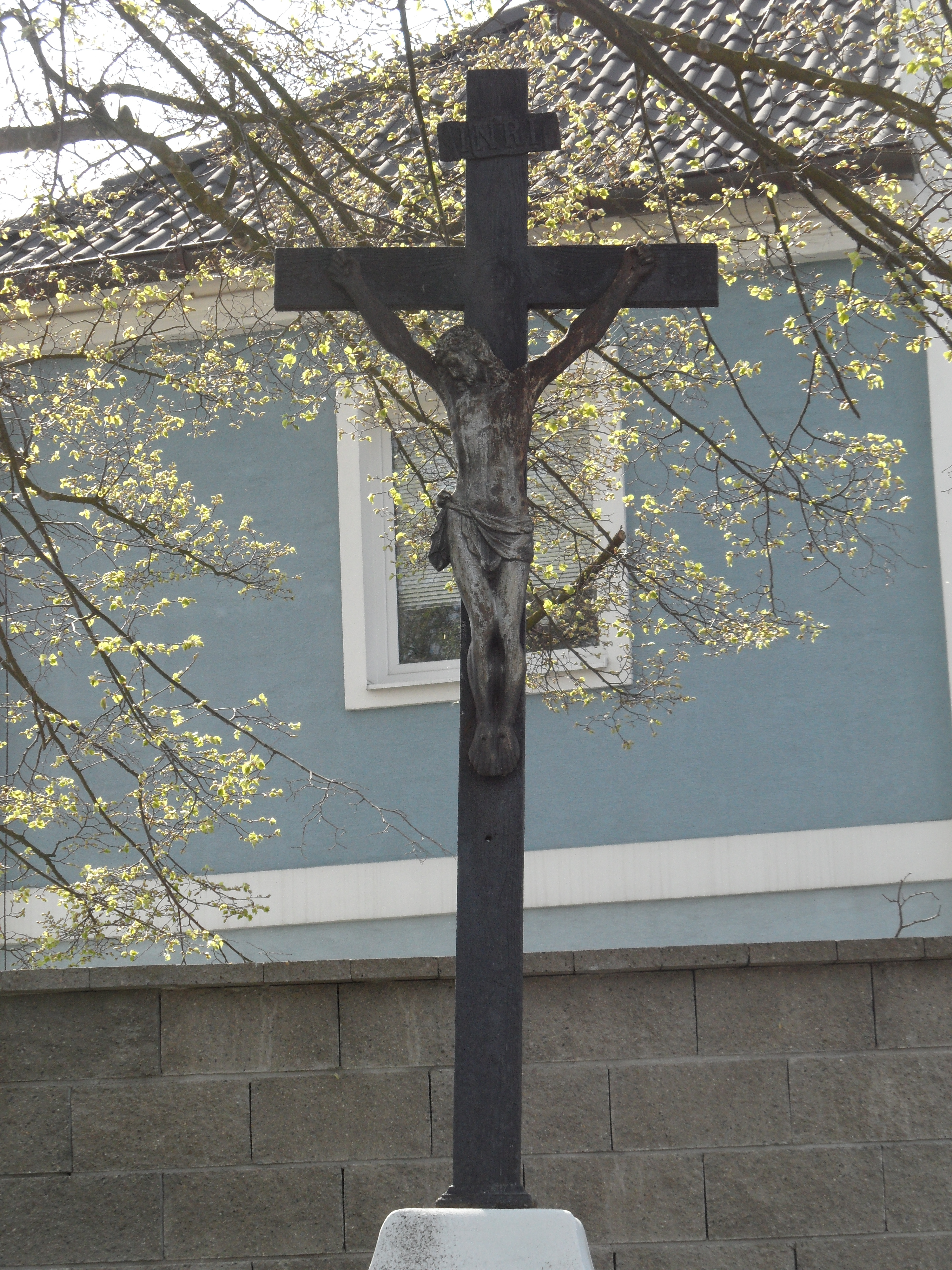
Křížek z 19. století